# Långmotjärnen, Medelpad
Långmotjärnen är en sjö i Ånge kommun i Medelpad och ingår i Ljungans huvudavrinningsområde.